# Shanghai Pudong Development Bank
Shanghai Pudong Development Bank Co. Ltd. (SPDB, кит. 上海浦东发展银行, Банк развития шанхайского района Пудун) — китайский коммерческий банк, базирующийся в городе Шанхай. По размеру активов входит в тридцатку крупнейших банков мира и занимает 11-е место в КНР. В рейтинге Forbes Global 2000 за 2019 год занял 65-е место среди двух тысяч крупнейших публичных компаний мира.
Крупнейшими акционерами являются Shanghai International Group (26,55 %) и China Mobile Communication Group Guangdong Limited (18,18 %).

## История
Банк был зарегистрирован 28 августа 1992 года, начал работу 9 января 1993 года. В ноябре 1999 года его акции были размещены на Шанхайской фондовой бирже.

## Деятельность
В деятельности банка преобладает работа с корпоративными клиентами (их у банка 1,7 млн), на них приходится около половины выданных кредитов (2,17 трлн из 4,53 трлн юаней в 2020 году) и две трети принятых депозитов (RMB2,83 трлн из 4,076 трлн юаней). По отраслям выданные кредиты в основном приходятся на промышленное производство, строительство, лизинг, оптовую и розничную торговлю, почти половина кредитов приходится на дельту реки Янцзы (в первую очередь Шанхай). В структуре выручки основная часть приходится на чистый процентный доход (139 млрд из 196 млрд юаней). Помимо работы с корпоративными клиентами банк занимается размещением облигаций, проведением транзакций, выпуском банковских карт, управлением активами, хранением ценностей (на 13,8 трлн юаней на 2020 год).
На 2018 год у банка было 41 отделение первого уровня и 1614 офисов в 31 провинции. Банк имеет представительства в Гонконге, Сингапуре и Лондоне. На зарубежную деятельность приходится 2,7 % активов, причём почти все они относятся к гонконгской дочерней компании.
|                     | 2002  | 2003  | 2004  | 2005  | 2006  | 2007  | 2008  | 2009  | 2010  | 2011  | 2012  | 2013  | 2014  | 2015  | 2016  | 2017  | 2018  | 2019  | 2020  |
| ------------------- | ----- | ----- | ----- | ----- | ----- | ----- | ----- | ----- | ----- | ----- | ----- | ----- | ----- | ----- | ----- | ----- | ----- | ----- | ----- |
| Выручка             | 4,469 | 5,905 | 16,76 | 23,29 | 18,93 | 25,88 | 34,56 | 36,82 | 49,86 | 67,92 | 82,95 | 100,0 | 123,5 | 146,6 | 160,8 | 168,6 | 171,5 | 190,7 | 196,4 |
| Чистая прибыль      | 1,242 | 1,579 | 1,930 | 2,558 | 3,356 | 5,499 | 12,52 | 13,22 | 19,18 | 27,29 | 33,75 | 40,40 | 47,03 | 51,00 | 53,68 | 55,00 | 56,52 | 57,55 | 57,91 |
| Активы              | 279,7 | 370,8 | 455,5 | 573,5 | 689,4 | 915,0 | 1309  | 1623  | 2191  | 2685  | 3146  | 3680  | 4196  | 5044  | 5857  | 6137  | 6290  | 7006  | 7950  |
| Собственный капитал | 8,432 | 12,10 | 13,51 | 15,97 | 24,72 | 28,30 | 41,68 | 67,95 | 123,0 | 149,5 | 179,7 | 207,2 | 263,3 | 318,6 | 372,9 | 431,0 | 478,4 | 553,9 | 638,2 |

## Штаб-квартира
Штаб-квартира банка находится в здании HSBC на набережной Вайтань (англ. The Bund). Это 6-этажное здание было построено в 1923 году, и до 1955 года в нём размещалось шанхайское отделение The Hongkong and Shanghai Banking Corporation (HSBC). В 1955 году HSBC свернуло работу в КНР, здание было передано местным властям, и до 1995 года в нём располагался муниципалитет города. В 1995 году велись переговоры с HSBC о возврате здания, но стороны не сошлись в цене, и оно было продано SPDB.
На момент завершения строительства это здание было самой крупной штаб-квартирой банка в Азии и второй крупнейшей в мире (после здания Банка Шотландии в Эдинбурге).

## Дочерние структуры
- SPD rural banks — 28 региональных банков, преимущественно в центральных и западных провинциях.
- SPDB Financial Leasing Co., Ltd. — лизинговая компания, основана в 2012 году.
- Shanghai International Trust Co., Ltd. — трастовая компания, основана в 1981 году, в 2016 году поглощена SPDB; включает 51-процентную долю в компании по управлению активами Shanghai International Fund Management Co., Ltd. (оставшаяся доля у JPMorgan Chase).
- SPDB International — гонконгская дочерняя компания для международной деятельности, основана в 2015 году.
- Tullett Prebon SITICO (China) Ltd. — брокерская фирма, основанная в 2005 году совместно с Tullett Prebon.
- SPD Silicon Valley Bank Co., Ltd. — банк для работы с компаниями в сфере информационных технологий, основан в 2012 году совместно с американским Silicon Valley Bank.
- AXA SPDB Investment Managers Co., Ltd. — компания по управлению фондами, основана в 2007 году совместно с AXA[6].